# Estació del Grau-Canyamelar
L'estació del Grau-Canyamelar és una estació de tramvia de les línies 6 i 8 de Metrovalència ubicada al barri del Grau de la ciutat de València, i es preveu que també ho faci en la línia 11. Situada a la plaça de l'Armada espanyola, va ser inaugurada el 27 de setembre de 2007 amb la denominació castellana de Grao. Finalment, el 12 de desembre de 2010 li fou col·locat el nom actual. Aquesta estació està adaptada per a facilitar l'accés de persones amb diversitat funcional.
| Procedència/Destinació | <                          | Línia | >                 | Procedència/Destinació |
| ---------------------- | -------------------------- | ----- | ----------------- | ---------------------- |
| Tossal del Rei         | Mediterrani                |       | Francisco Cubells | Marítim                |
| Marítim                | Marina Reial Joan Carles I | ...   | Francisco Cubells | Neptú                  |